# Styloniscus insulanus
Styloniscus insulanus är en kräftdjursart som beskrevs av Franco Ferrara och Stefano Taiti 1983. Styloniscus insulanus ingår i släktet Styloniscus och familjen Styloniscidae. Inga underarter finns listade i Catalogue of Life.